# 思篤
思篤（拉丁語：Christophorus）是903年10月至904年1月間天主教會一位教宗，他通常被認為是一名對立教宗，也就是從具爭議的教宗选举而得到教宗名譽之人。他後來遭到色爾爵三世暗殺。在20世紀上半葉，他常被列為正統教宗，但目前已被移除。

## 外部連結
- 天主教百科全書：教宗思篤 （页面存档备份，存于）